# L'Amour du monde
L'Amour du monde est un roman de Charles-Ferdinand Ramuz publié en 1925.

## Historique
L'Amour du monde est un roman de Charles-Ferdinand Ramuz (1878 † 1947), publié en revue dans La Semaine littéraire à Genève en 1924 puis édité en juillet 1925 chez Plon .

## Résumé
Dans une petite ville au bord du lac, « on n'avait jamais cherché à savoir ce qui se passait au-delà des choses familières qui bornaient notre vue »... Trois événements vont déranger ce monde bien réglé : l'installation d'un cinéma, le retour de Louis Joël d'un périple dans les pays lointains et un illuminé que tout semble rapprocher de Jésus.

## Éditions en français
- L'Amour du monde, édition de 1925 par la Librairie Plon, à Paris.
- L'Amour du monde, texte modifié de 1941 dans le treizième volume des Œuvres complètes aux Éditions Mermod, à Lausanne.
- L'Amour du monde, publié en 2004 aux Éditions Plaisir de Lire, à Lausanne.